# Крестовский остров
Крестовский остров (фин. Ristisaari) — остров в Санкт-Петербурге, находится в западной части города, на территории Петроградского административного района в дельте Невы, в историческом районе, называемом Острова. Площадь острова составляет 4,2 км². Прежние названия острова: Христофоровский остров (1741), остров Святой Натальи (1717). Больше половины площади острова занимает Приморский парк Победы. На острове расположены две станции метро — «Крестовский остров» и «Зенит».
До Февральской революции Крестовский остров не входил в черту города и относился к Стародеревенской волости Петроградского уезда. Присоединён к Петрограду, вместе с деревней Новокрестовская, постановлением Временного правительства от 5 августа 1917 года.

## История
Ещё на финских картах остров назывался Ristisaari, что значит «крестовый остров». О происхождении этого названия существует много легенд.
По одной из легенд, ещё до основания Санкт-Петербурга на острове стояла часовня с большим крестом, поэтому острову дали название «Крестовский». По легендарной версии, когда на острове возводили особняк Натальи Алексеевны, строители нашли в земле огромный крест. Также остров мог быть назван «Крестовским» из-за крестообразного озера в его центре.
С 1803 года по 1917 год Крестовский остров принадлежал нескольким поколениям князей Белосельских-Белозерских. По именам членов этой семьи назван ряд улиц острова: Белосельский переулок, Еленинская улица, Константиновский проспект, Константиновский переулок, Ольгина улица, Эсперова улица и Эсперов переулок.
В настоящее время[когда?] на острове построено и строится большое количество элитного жилья. По стоимости квадратного метра жилья остров лидирует среди территорий Санкт-Петербурга.
В 2013—2015 годах территория Крестовского острова была увеличена на 17 гектаров за счет намыва. Он расположился у западной стрелки вокруг опор Западного скоростного диаметра. Застройщиком «создания искусственного земельного участка в районе территории Крестовского острова» был комитет по развитию транспортной инфраструктуры. С 2013 по январь 2015 года работы шли без разрешения на строительства. Впоследствии на новой территории были построены станция метро «Зенит» (2018) и яхт-клуб (2021).
В 2025 году в марине яхт-клуба планируется создать островок площадью 4,2 гектара для размещения на нем двух открытых плавательных бассейнов. Юридически островок будет являться «гидротехническим сооружением, которое защищает территорию от волнового воздействия и навала льда».

## Географическое положение
Крестовский остров с севера ограничивает река Средняя Невка, с юга — река Малая Невка, с северо-востока — река Крестовка. Западный берег острова выходит на Финский залив. С Петроградским, Петровским, Елагиным и Каменным островами Крестовский остров связывает система мостов.
На северо-западе от Крестовского острова Гребным каналом отделён Бычий остров.

## Мосты
Крестовский остров соединён с другими островами и Приморским районом шестью мостами:
- с Приморским районом через Большую Невку (с северо-западной стороны):
  - Яхтенный
- с Елагиным островом через Среднюю Невку (с северной стороны):
  - 2-й Елагин
- с Каменным островом через Крестовку (c северо-восточной стороны):
  - Мало-Крестовский
- с Петроградским островом через Малую Невку:
  - Большой Крестовский
  - Лазаревский
- с Петровским островом через Малую Невку (с южной стороны):
  - Большой Петровский

## Объекты на острове
- Стадион «Газпром Арена»;
- Парк аттракционов «Диво-остров»;
- Спорткомплекс «Динамо», включающий стадион «Динамо»;
- Станции метро Крестовский остров и Зенит;
- Эколого-биологический центр «Крестовский остров»;
- Приморский парк Победы;
- Спортивный комплекс «Сибур Арена»[10];
- Городская клиническая больница № 31, лечебно-диагностический комплекс;
- Несколько ресторанов: «Русская рыбалка»[11], «Карл и Фридрих»[12], «Альпенхаус»[13] и др.;
- «Отель-Парк Крестовский»;
- Библиотека Кировских островов;
- Летний дворец Белосельских-Белозерских. Построен в 1846—1847 годах по проекту архитектора А. И. Штакеншнейдера[14], разрушен в годы Великой Отечественной войны в результате попадания авиабомбы, воссоздан в 2004—2006 годах компанией «Петербургреконструкция»[15].
- «Каток у Флагштока» – самый большой каток в мире, площадь – 28 000 кв. м., вместимость – 2 500 человек[16]

## Галерея

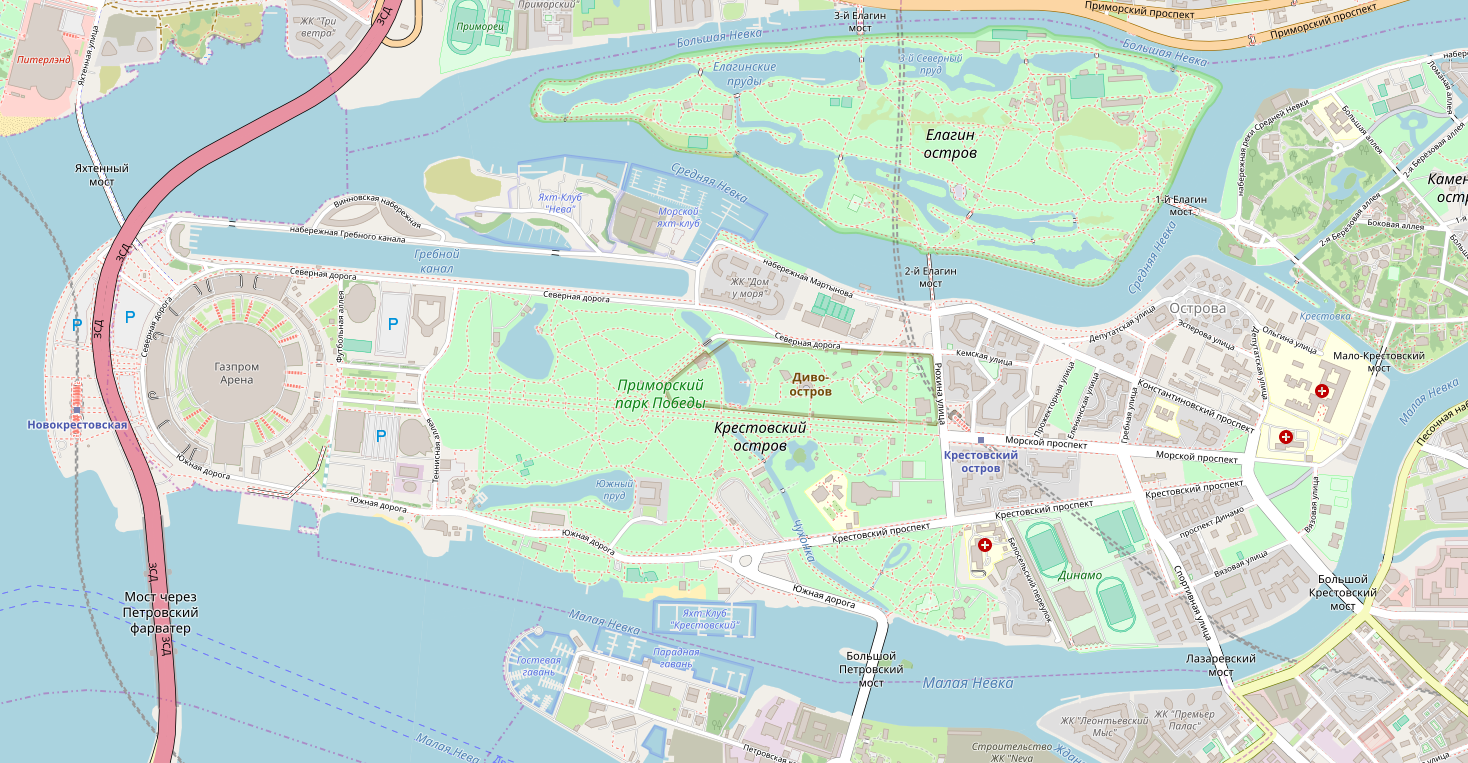
Карта Крестовского острова
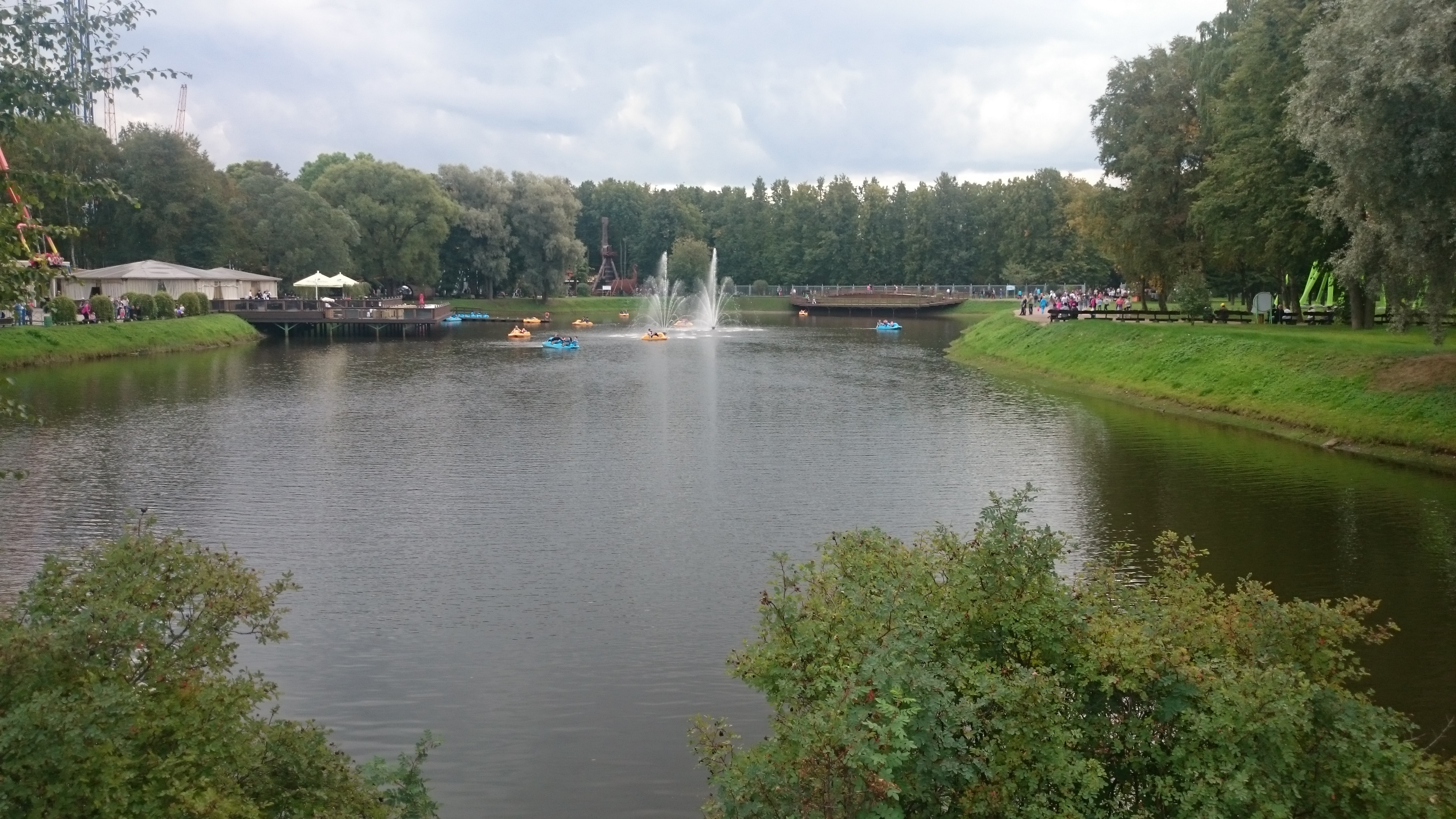
Приморский парк Победы
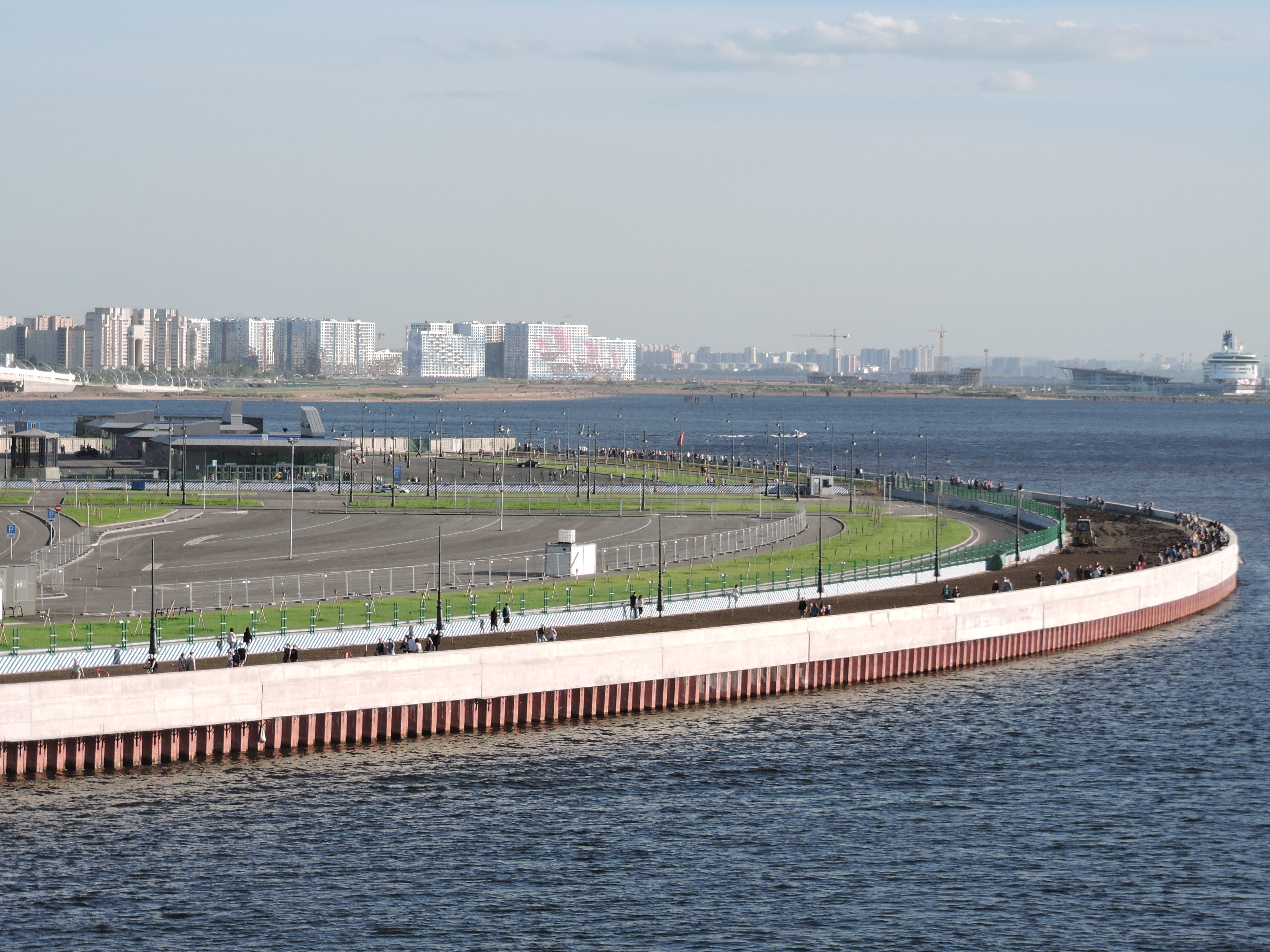
Намывная территория на западной оконечности острова
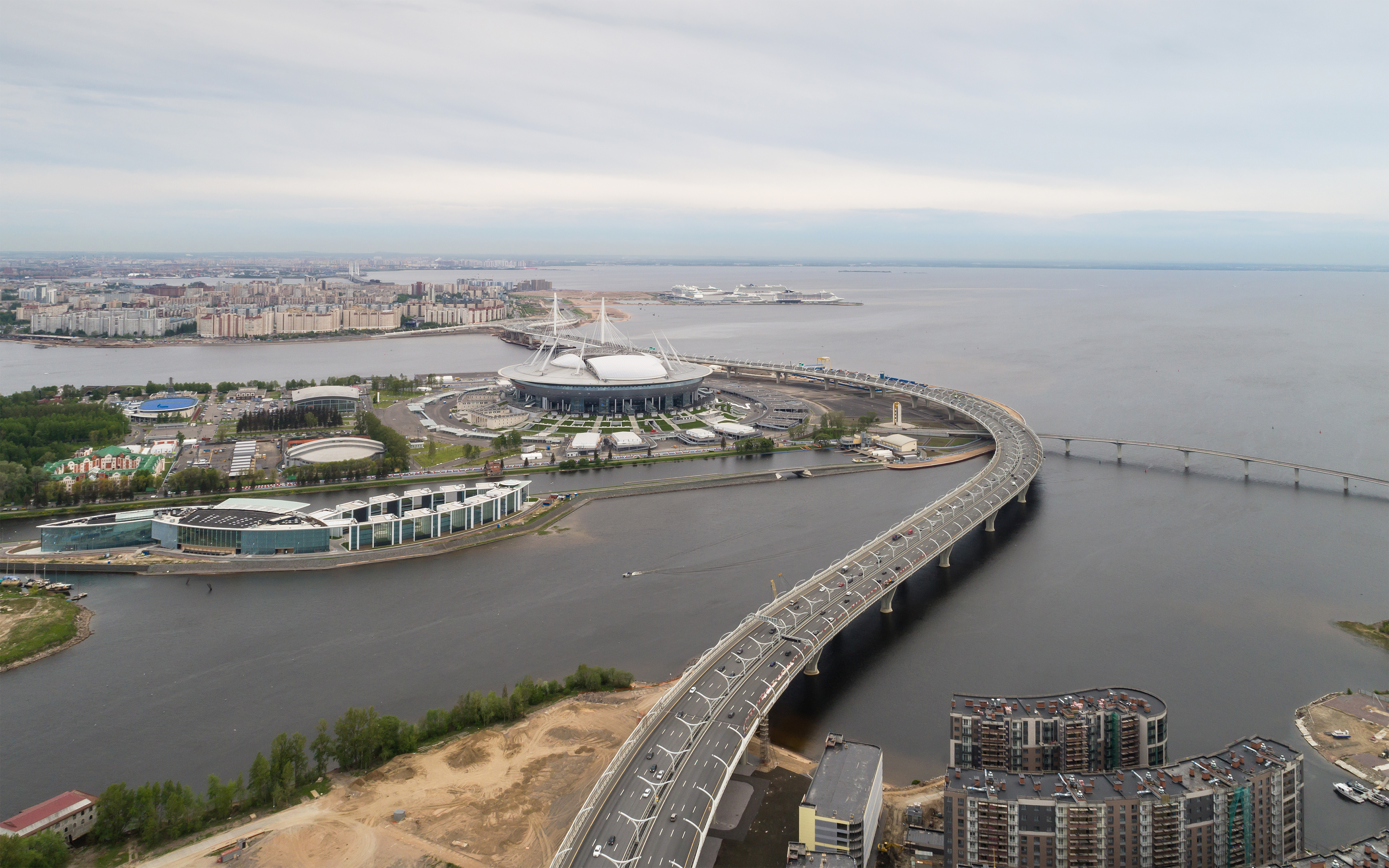
Стадион «Санкт-Петербург» и Западный скоростной диаметр